# Drie gedichten van Henri Michaux
Drie gedichten van Henri Michaux (Trois poèmes d'Henri Michaux) is een compositie uit 17 april 1963 van de Poolse componist Witold Lutosławski. Het is een toonzetting op drie gedichten van de Franse surrealist Henri Michaux. 
Het idee ontstond begin 1962 toen hij in de Verenigde Staten verbleef. 
De liederen zijn geschreven voor gemengd koor en symfonieorkest. Lutosławski schreef bijvoorbeeld voor dat het koor (normaliter achter het orkest) links of rechts van het orkest moest zingen. Het podium wordt op die manier gescheiden in een gedeelte voor koor en een gedeelte voor orkest. Voor dit werk zijn dan ook twee dirigenten nodig. De partituur is eveneens gesplitst. 
De opdracht voor het werk kwam van het Radiokoor uit Zagreb. De koordirigent van dat koor Slavko Zlatic leidde dat dan ook tijdens de eerste uitvoering op 9 mei 1963, terwijl de componist leiding gaf aan het plaatselijk orkest. Het was voor het eerst sinds tijden dat Lutosławski op de bok stond. In 1963 nam hij het werk ook op en verdiende daarmee diverse prijzen. 

## Muziek
De muziek behoort tot de periode dat Lutosławski behoorlijk experimenteerde binnen de klassieke muziek van de 20e eeuw. Het is vergelijkbaar met Jeux Vénitiens. De drie gedichten zijn:
1. Pensées (gedachten) uit Plume
2. Repos dans le malheur (berusten in ongeluk)  uit Qui je fus
3. Le grand combat (de grote test) uit Plume

### Orkestratie
Lutosławski schreef het voor:
- ten minste 5 sopranen, 5 alten, 5 tenoren, 5 baritons of een evenredig veelvoud daarvan;
- 3 dwarsfluiten (II+III ook piccolo), 2 hobo’s, 3 klarinetten,  2 fagotten
- 2 hoorns, 2 trompetten, 2 trombones, geen tuba
- pauken,  4 man/vrouw percussie, 1 harpen, 2  piano, celesta
- violen, altviolen, celli, contrabassen

## Discografie
- Uitgave Naxos : Pools Nationaal Radio-Symfonieorkest o.l.v. Antoni Wit, Camerata Silesia o.l.v. Anna Szotak (opname 1997)
- Uitgave EMI Classics: idem o.l.v. componist (opname 1976/77)